# Братаница
Братаница (болг. Братаница) — село в Болгарии. Находится в Пазарджикской области, входит в общину Пазарджик. Население составляет 2159 человека (15.09.2022г.).

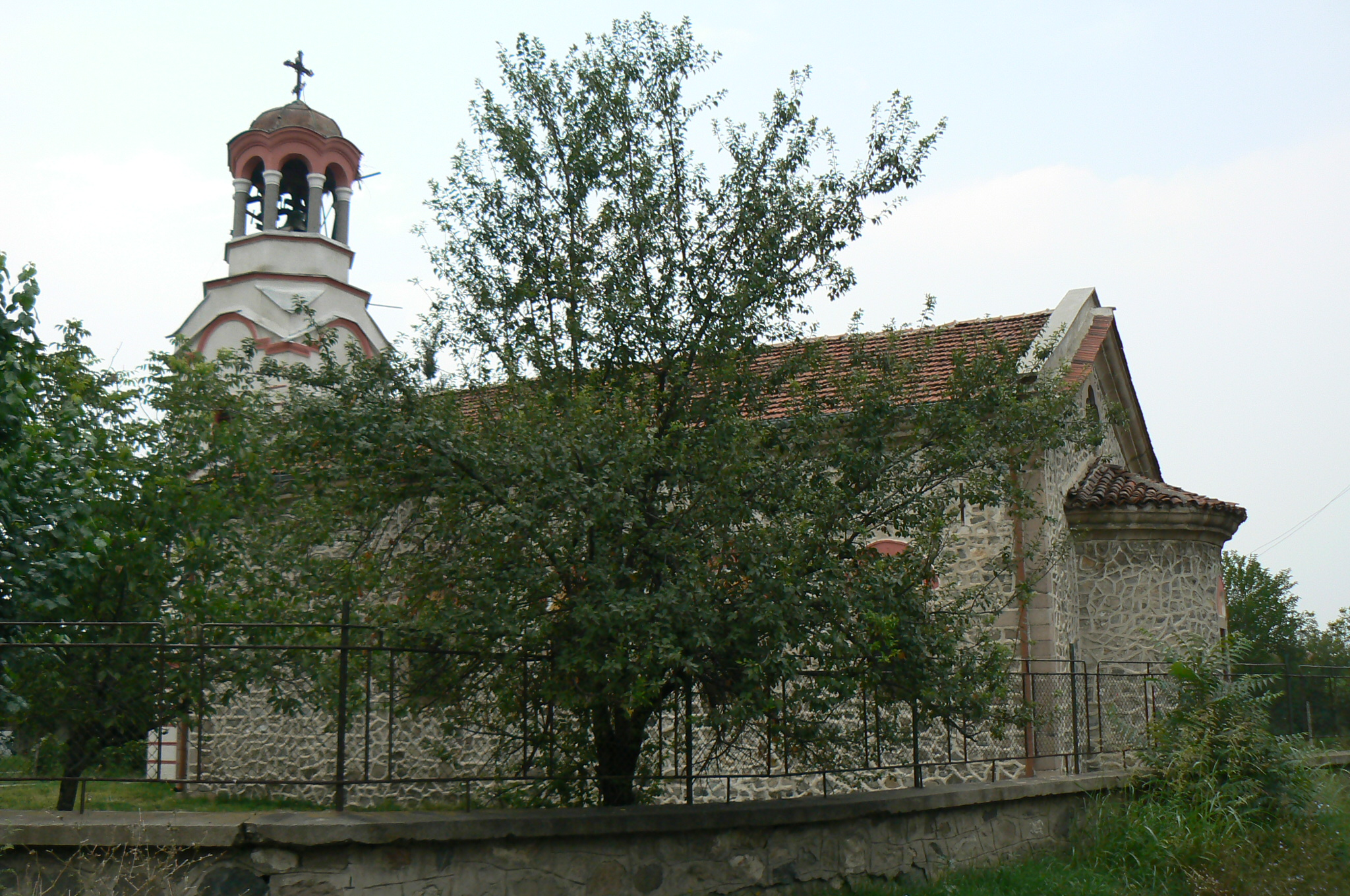

## Политическая ситуация
В местном кметстве Братаница, в состав которого входит Братаница, должность кмета (старосты) исполняет Николай Димитров Чилев (Болгарский земледельческий народный союз (БЗНС)) по результатам выборов правления кметства 2007 года.
Кмет (мэр) общины Пазарджик — Тодор Димитров Попов (независимый) по результатам выборов 2007 года в правление общины.